# Kačanik
Kačanik (alb. Kaçaniku) je gradić u jugoistočnom dijelu Kosova.

## Poznate osobe
- Ag Apolloni, alb. književnik i znanstvenik